# Szászbuda község
Szászbuda község (románul: Comuna Bunești) község Brassó megyében, Romániában. Központja Szászbuda, beosztott falvai Mese, Rádos, Szászfehéregyháza, Szászkeresztúr.

## Népessége
A 2011-es népszámlálás adatai alapján a község népessége 2357 fő volt.